# Monniotus papillosus
Monniotus papillosus is een zakpijpensoort uit de familie van de Protopolyclinidae. De wetenschappelijke naam van de soort werd in 2001 voor het eerst geldig gepubliceerd door het echtpaar Claude en Françoise Monniot.